# 포키메인
포키메인(아랍어: بوكيمان, 영어: Pokimane, 1996년 5월 14일 ~ )은 모로코, 캐나다의 트위치 게임 스트리머, 유튜버이다. 주로 《리그 오브 레전드》와 《포트나이트》 플레이를 통해 잘 알려져 있다. 오프라인TV 공동 창립자 겸 소속 크리에이터이다. 2021년 포브스 선정 "30 언더 30" 명단에 올랐다.